# Golejów
Golejów,  (Duits: Klein Röhrsdorf) is een plaats in het Poolse woiwodschap Neder-Silezië. 

## Bestuurlijke indeling
Vanaf 1975 tot aan de grote bestuurlijke herindeling van Polen in 1998 viel het dorp bestuurlijk onder woiwodschap Jelenia Góra, vanaf 1998 valt het onder woiwodschap Neder-Silezië, in het district Lwówecki. Het maakt deel uit van de gemeente Lubomierz en ligt op 11 km ten zuiden van Lwówek Śląski, en 103 km ten westen van de provinciehoofdstad (woiwodschap) Wrocław.

## Monumenten
- Kerk van St.Felix en Adauctus uit 1784 (herbouwd in 1843), is opgenomen in het register van Narodowy Instytut Dziedzictwa.